# NGC 6105
NGC 6105 (również PGC 57716) – galaktyka spiralna z poprzeczką (SBa), znajdująca się w gwiazdozbiorze Korony Północnej. Odkrył ją Édouard Jean-Marie Stephan 1 lipca 1880 roku.